# 本玉真唯
本玉 真唯（ほんたま まい、1999年8月30日 - ）は、日本の女子プロテニス選手。WTAランキング自己最高位はシングルス105位、ダブルス109位。身長164cm。右利き、バックハンド・ストロークは両手打ち。日出高等学校卒業。島津製作所に所属。

## 来歴

### アマ時代
東京都町田市出身。父や兄の影響を受け、4歳の時にテニスを始めた。6歳の時に町田ローンテニスクラブに入り、町田市立南大谷小学校在学中の2011年には全国小学生テニス選手権大会で優勝した。町田市立南大谷中学校在学中の2013年には全日本ジュニアテニス選手権大会U14の部で優勝し、2014年には全国中学生テニス選手権大会で優勝した。
2015年4月には日出高等学校通信制に入学し、神奈川県川崎市のS・ONEグリーンテニスクラブを拠点に据えて日本国外への転戦を開始した。同年10月には大阪市で開催された世界スーパージュニアテニス選手権大会に出場し、決勝では1学年下の内藤祐希に勝利して優勝した。日本人選手の優勝は奈良くるみ以来8年ぶり。2016年の同大会でも決勝に進出したが、ロシアのアナスタシア・ポタポバに敗れて準優勝だった。2017年全豪オープンジュニア女子シングルスには第10シードとして出場し、準々決勝でスイスのレベッカ・マサロヴァに敗れてベスト8だった。

### プロ転向後

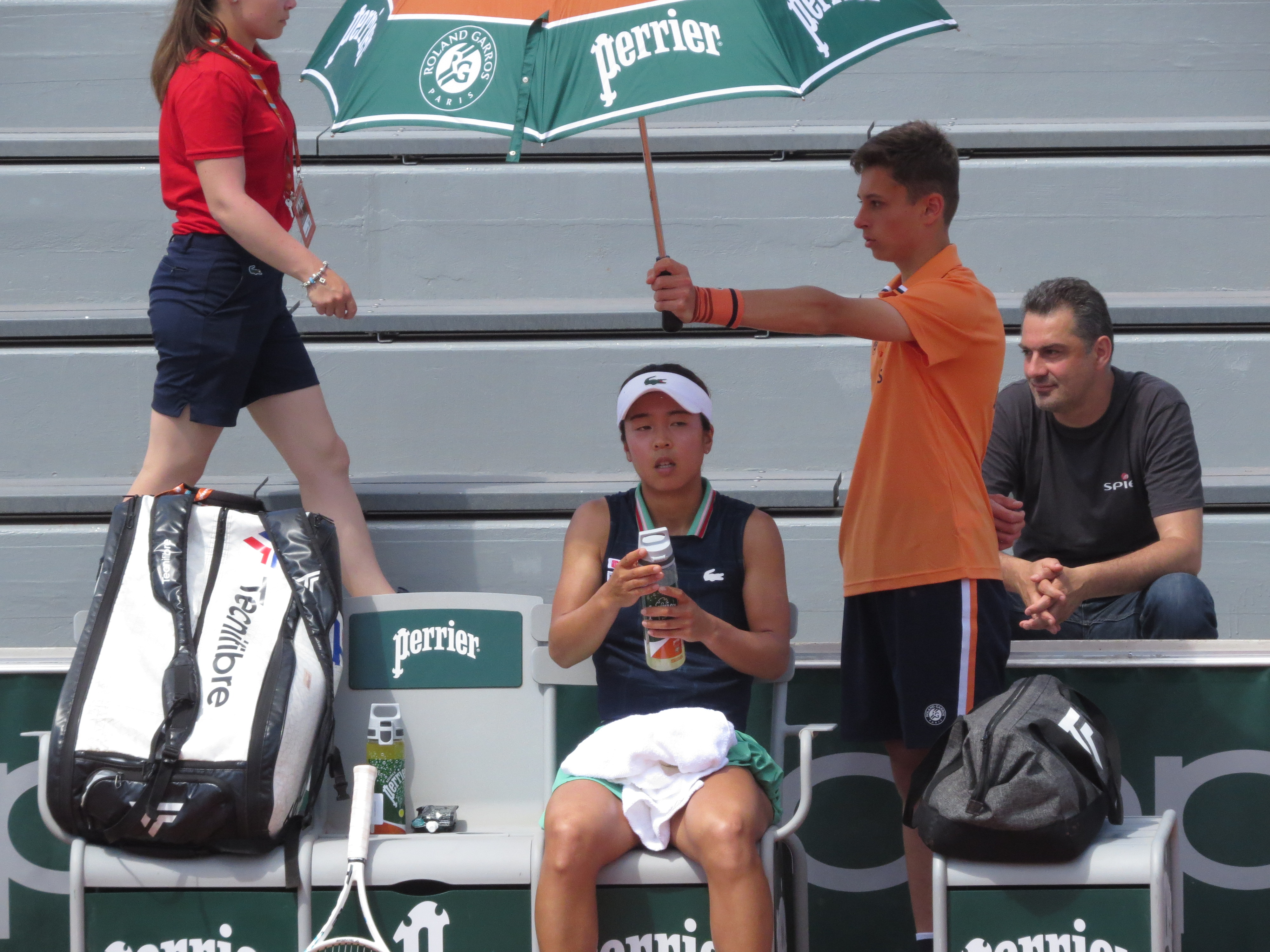
2022年全仏オープン

2018年5月にプロ転向し、テニス日本リーグの島津製作所に所属している。2019年12月に出場した全日本テニス選手権大会では、準々決勝では内藤祐希を、準決勝では森崎可南子を、決勝では秋田史帆を破って初優勝した。
2021年3月のBNPパリバ・オープン（WTA1000）では予選を勝ち抜き、WTA1000トーナメントの本選に初出場した。同年5月にはエクアドルのITFサリーナスで優勝し、ITF女子ワールドテニスツアー初優勝を飾った。同年6月にはポルトガルのITFポルトでも優勝し、ITF女子ワールドテニスツアー2勝目を飾った。同年の2021年全米オープンでは四大大会に初出場し、予選2回戦で敗れた。同年9月のシカゴ・フォール・テニス・クラシック（WTA500）では予選を勝ち抜き、本選1回戦ではキャロリン・ガルシアに勝利してWTAツアー本戦初勝利を飾った。2回戦ではアネット・コンタベイト、3回戦ではシェルビー・ロジャースに勝利し、4回戦でガルビネ・ムグルサに敗れたが、WTAランキング200位ながらベスト8という望外の好成績を上げた。
2022年ウィンブルドン選手権では予選3試合を勝ち抜き、グランドスラムの本選に初出場を果たした。この大会では日本人トップの大坂なおみが欠場、第2位の土居美咲が欠場する中、日本人としてただ一人の本選出場である。本戦1回戦ではクララ・タウソンに勝利し（試合中に相手が棄権）、2回戦でディアン・パリーに敗れた。
2024年全豪オープンにはワイルドカードで出場となったが、1回戦でバルボラ・クレイチコバに敗れた。

## 4大大会シングルス成績
略語の説明
| W | F | SF | QF | #R | RR | Q# | LQ | A | Z# | PO | G | S | B | NMS | P | NH |

W=優勝, F=準優勝, SF=ベスト4, QF=ベスト8, #R=#回戦敗退, RR=ラウンドロビン敗退, Q#=予選#回戦敗退, LQ=予選敗退, A=大会不参加, Z#=デビスカップ/BJKカップ地域ゾーン, PO=デビスカップ/BJKカッププレーオフ, G=オリンピック金メダル, S=オリンピック銀メダル, B=オリンピック銅メダル, NMS=マスターズシリーズから降格, P=開催延期, NH=開催なし.
| 大会           | 2021 | 2022 | 2023 | 2024 | 通算成績 |
| -------------- | ---- | ---- | ---- | ---- | -------- |
| 全豪オープン   | A    | Q3   | Q2   | 1R   | 0–1      |
| 全仏オープン   | A    | Q1   | Q3   | Q2   | 0–0      |
| ウィンブルドン | A    | 2R   | Q1   | Q1   | 1–1      |
| 全米オープン   | Q2   | Q2   | Q2   | Q2   | 0–0      |